# Patrick Blondeau
Patrick Blondeau (Marsella, Francia; 27 de enero de 1968) es un exfutbolista francés, se desempeñaba como defensa y jugó para numerosos clubes franceses e ingleses.

## Clubes
| Club                  | País       | Año         | Partidos | Goles |
| FC Martigues          | Francia    | 1987 - 1989 | 50       | 1     |
| AS Mónaco             | Mónaco     | 1989 - 1997 | 148      | 3     |
| Sheffield Wednesday   | Inglaterra | 1997 - 1998 | 6        | 0     |
| Girondins de Burdeos  | Francia    | 1998        | 9        | 0     |
| Olympique de Marsella | Francia    | 1998 - 2001 | 78       | 0     |
| Watford FC            | Inglaterra | 2001 - 2002 | 24       | 0     |
| US Créteil            | Francia    | 2002 - 2005 | 58       | 0     |

- Datos: Q3174771